# Nemška hokejska reprezentanca
Nemška hokejska reprezentanca je ena boljših državnih hokejskih reprezentanc na svetu. Na Olimpijskih igrah je osvojila eno srebrno in dve bronasti medalji, na Svetovnih prvenstev pa tri srebrne in eno bronasto medaljo. 

## Znameniti reprezentanti
| - Dieter Hegen - Udo Kießling - Olaf Kölzig - Uwe Krupp | - Erich Kühnhackl - Marco Sturm - Jochen Hecht - Marcel Goc |

## Selektorji
| - 1924–1928 Erich Römer - 1933-1934 Meximer - 1935-1936 Bobby Hoffinger - 1936-1939 Bobby Bell - 1947-1952 Gerhard Kießling - 1952-1953 Joe Aitken - 1954-1957 Frank Trottier - 1958-1960 Gerhard Kießling - 1960 Karl Wild - 1961-1963 Victor Heyliger - 1963-1965 Markus Egen, Engelbert Holderied in Xaver Unsinn - 1965-1968 Ed Reigle | - 1968-1969 Vladimír Bouzek in Markus Egen - 1969-1970 Vladimír Bouzek in Ernst Trautwein - 1971-1974 Gerhard Kießling - 1975-1977 Xaver Unsinn - 1978-1981 Hans Rampf - 1982-1990 Xaver Unsinn in Erich Kühnhackl - 1991-1992 Ladislav Olejnik in Erich Kühnhackl - 1992-1994 Luděk Bukač - 1994-1999 George Kingston - 1999-2004 Hans Zach - 2004-2005 Greg Poss - 2005-danes Uwe Krupp |